# Литвинчук Сергій Анатолійович
Сергій Анатолійович Литвинчук — молодший сержант Збройних Сил України, учасник російсько-української війни, що загинув у ході російського вторгнення в Україну в 2022 році.

## Життєпис
Сергій Литвинчук народився 29 липня 1985 року в селищі Городниця Новоград-Волинського району Житомирської області. Проживав з родиною в рідному селищі (з 2020 року — Городницька селищна громада). З початком війни на сході України в 2014 році пішов до лав ЗСУ. Брав участь в антитерористичній операції, повернувся живим з Іловайська. З початком повномасштабного російського вторгнення в Україну перебував на передовій. Отримав поранення несумісні з життям і загинув на полі бою.

## Нагороди
- Орден «За мужність» III ступеня (2022, посмертно) — за особисту мужність і самовіддані дії, виявлені у захисті державного суверенітету та територіальної цілісності України, вірність військовій присязі [3].